# Last Shift
Last Shift è un film del 2014 diretto da Anthony DiBlasi. 
Pellicola horror in cui Juliana Harkavy interpreta il ruolo di Jessica Loren, una poliziotta che si ritrova da sola in una stazione di polizia infestata.

## Trama
Jessica Loren è una poliziotta che si appresta al suo primo turno di notte in una caserma quasi dismessa, in cui sarà sola tutta la nottata. Sua madre non vorrebbe che lei intraprenda questa professione perché suo padre, anche lui poliziotto, è morto in servizio esattamente un anno prima. Alla stazione la ragazza trova un agente anziano e parecchio scorbutico, che sembra parlare da solo: l'uomo la istruisce su quello che deve fare, le rivela che tutte le chiamate al 911 verranno dirottate alla nuova stazione e non a lei, e va a casa. La ragazza deve attendere la ditta di smaltimento rifiuti che deve portare via del materiale dalla stazione, tuttavia questi la avvisano telefonicamente che faranno tardi a causa di un contrattempo. La poliziotta inizia a sentire degli strani rumori nella stazione e dunque la ispeziona, non riscontrando nulla di strano. Jessica riceve inoltre una telefonata da una ragazza in difficoltà, nonostante appunto non dovrebbe ricevere le chiamate del 911; segnala dunque l'accaduto ai suoi colleghi via telefono. Dopo un po', uno strano senzatetto urina nel cortile della stazione, per poi andarsene dopo le intimidazioni di Jessica.
I rumori continuano più forti di prima: dopo una seconda ispezione, la poliziotta scopre che il senzatetto è entrato in una stanza e la sta devastando. Immobilizzato e arrestato l'uomo, la donna riceve un'altra telefonata dalla stessa ragazza. Assodato che per qualche motivo la ragazza può telefonare solo al numero di quella stazione e non al 911, la poliziotta riesce a carpire alcuni suoi dati: si chiama Monica, ha 17 anni ed è tenuta prigioniera in una fattoria da cui sente i versi di alcuni maiali. La poliziotta comunica questi dati ai colleghi, ma nel frattempo continua a percepire qualcosa di strano all'interno della stazione di polizia. Poco dopo Jessica incontra nel cortile Marigold, una prostituta che sta fumando una sigaretta: lei cerca di cacciarla ma lei si intrattiene in una conversazione leggera, in cui tuttavia le rivela di essere stata in una cella di quella stazione esattamente un anno prima, proprio mentre tre detenuti si suicidavano nella loro cella. La donna canticchia perfino la canzoncina che i criminali, che facevano parte di una setta chiamata Paymon, stavano cantando prima di compiere il fatidico gesto.
Turbata, Jessica rientra e ha una visione: in vari schermi televisivi le appaiono i tre detenuti di cui parlava Marigold, i quali confessano di adorare un'entità più antica sia di Dio che del diavolo e di aver compiuto atroci delitti per onorarla. Subito dopo, Jessica riceve una terza telefonata da Monica, la quale riesce a rivelarle il suo cognome, Young, e le rivela che i suoi aguzzini canticchiano una canzone: è la stessa canticchiata appena prima da Marigold Jessica comunica i dati raccolti ai colleghi, dopo di che continua a sentire rumori molto strani all'interno della stazione di polizia, scoprendo che numerose sedie sono state accatastate l'una sull'altra. Jessica a questo punto è convinta che altri poliziotti le stiano facendo uno scherzo di iniziazione, tuttavia quando effettivamente un altro poliziotto arriva sul posto si rende conto che nessuno le sta giocando simili tiri. Il nuovo arrivato le rivela di essere stato in coppia con suo padre quando quest'ultimo fu ucciso dai membri della setta Paymon: questi ultimi avevano infatti rapito varie ragazze e, pur di salvarne il più possibile, i due non avevano atteso i rinforzi. Dopo un po' il poliziotto va via; Jessica riceve un'altra telefonata di Monica, tuttavia scopre dai propri colleghi che Monica Young è in realtà il nome dell'ultima vittima della setta: o qualche membro della setta le sta facendo uno scherzo o qualcosa di molto strano sta accadendo alla stazione di polizia.
Man mano che passa il tempo, Jessica continua ad avere strane visioni e allucinazioni uditive, alcune delle quali molto terrorizzanti, e anche il senzatetto che è rinchiuso nella cella sembra terrorizzato da qualcosa. Jessica telefona terrorizzata al suo superiore, il quale tuttavia la tratta molto male: la ragazza inizia a dubitare di avere semplicemente delle allucinazioni e che sta accadendo tutto nella sua testa. La poliziotta cerca di uscire fuori dalla stazione di polizia, tuttavia la porta è chiusa: proprio in quel momento riceve una telefonata da quello che sembrerebbe essere suo padre, il quale le intima di non lasciare il posto di lavoro in sua memoria. La ragazza torna nel suo ufficio ma alcune forze si scatenano contro di lei: dopo l'ennesima telefonata di Monica, la poliziotta si ritrova ad affrontare addirittura il suo cadavere. Quando esso scompare, Jessica è colta da altri eventi inspiegabili e viene addirittura assalita da quella che sembra essere un membro della setta: l'invasata le ruba la pistola d'ordinanza e la trascina nella stanza degli interrogatori, tuttavia utilizza l'arma per suicidarsi dopo aver pronunciato un discorso delirante. Jessica non riesce a capire se si tratta di un'allucinazione oppure no.
Subito dopo Jessica va alla cella e scopre che il senzatetto si è impiccato: entrata dentro, la donna non riesce a comunicare attraverso la sua radio perché l'apparecchio inizia a fondersi senza un apparente motivo. Segue una terribile visione in cui la scena del suicidio collettivo avvenuto nella cella sembra essere proiettata su un lenzuolo, dopo di che la porta della cella si chiude da sola. Quando l'uscio si riapre, Jessica vede il poliziotto che poco prima le ha raccontato della morte di suo padre: egli si spara inaspettatamente un colpo di pistola in bocca. Alcuni membri mascherati della setta entrare e li sente mentre le intimano che starà per morire. Uno dopo l'altro, la poliziotta riesce a sparare a tutti gli intrusi, tuttavia alla fine il suo superiore (arrivato da poco sul posto) spara proprio a lei: Jessica scopre che quest'ultima era effettivamente una visione e di aver appena sterminato i membri della ditta di raccolta dei rifiuti. Terrorizzata, mentre il suo collega chiama un'ambulanza, Jessica vede i fantasmi dei membri suicidi della setta pronti ad incappucciarla ed a portarla con loro nell'aldilà.

## Produzione
L'idea principale del regista è sempre stata quella di creare un film horror che fosse vecchio stile, che spaventasse lo spettatore principalmente con l'ausilio di musiche e atmosfera e che tenesse lo spettatore sul filo del rasoio facendolo costantemente dubitare del fatto che tutto stesse accadendo soltanto nella mente della protagonista. DiBlasi si è ispirato a grandi classici come Nightmare - Dal profondo della notte, Distretto 13 - Le brigate della morte e al documentario Manson e la famiglia di Satana, incentrato su Charles Manson e la sua "famiglia".

## Distribuzione
Dopo una première avvenuta il 25 ottobre 2014 al London FrightFest Film Festival, il film è stato distribuito direttamente per il mercato home video da parte di Magnola Pictures. In Italia il film è inedito.

## Accoglienza
Sull'aggregatore Rotten Tomatoes il film riceve il 100% delle recensioni professionali positive con un voto medio di 6,6 su 10 basato su 8 critiche.